# Динамічне моделювання
Моделювання динамічних систем — це моделювання поведінки динамічної системи в будь-який довільний змінний момент часу. Модель, як правило, описується системою звичайних диференціальних рівнянь, аргументом яких є час. Така система відображає реальний об'єкт лише з деяким наближенням, яке може бути задовільним або незадовільним для певного дослідження.Тривіальним прикладом об'єкта, описаного за допомогою диференціальних рівнянь, може бути басейн, який заповнюється водою з труб.

Також при моделюванні динамічних систем використовують різницеві рівняння й системи рівнянь у випадку, коли зміна процесу відбувається стрибкоподібно, або дискретно. Такі динамічні процеси зустрічаються в онкології, динаміці популяцій, економіці, банківській справі.

Процес створення математичної моделі динамічної системи містить три основні частини:
- Емпірична;
- Теоретична;
- Математична.

В емпіричній частині зібрані дані, які були отримані зі спостережень та експериментів з ціллю дослідження об'єкта. Емпіричні закономірності та явища об'єднуються у теоретичній частині за допомогою розвитку основних концепцій. У математичній частині конструюються моделі для перевірки основних математичних концепцій. На цьому етапі відбувається процес обробки експериментальних даних, планування експериментів та спостережень.

Важлива перевага методів моделювання динамічних систем полягає в тому, що вони дозволяють різко скоротити обсяг і масштаби натурних експериментів.

## Еквівалентні перетворення динамічних систем
В задачах моделювання важливим пунктом є аналіз властивостей і специфіки чисельної реалізації. Часто ми отримуємо представлення моделі, виходячи з її фізичних властивостей. Таке подання не завжди є зручним для чисельних експериментів. В моделюванні динамічних систем використовуються методи еквівалетного перетворення, а саме: перетворення диференціального рівняння {\displaystyle n}-го порядку до системи диференціальних рівнянь 1-го порядку, перетворення диференціальних моделей в інтегральні моделі, перетворення інтегральної моделі Вольтерра другого роду з ядром, що розділяється в диференціальну модель. 

Методи еквівалентного перетворення диференціальних моделей в інтегральні моделі включають у себе:
- метод перетворення з розщепленням;
- метод послідовного інтегрування;
- метод старшої похідної.[8]

### Метод перетворення з розщепленням
Нехай подано звичайне диференціальне рівняння, що описує модель динамічного типу таким чином: 

{\displaystyle D[y]=y^{(n)}(x)+\sum _{i=1}^{n}a_{i}y^{(n-1)}(x)=f(x),y^{(i)}(0)=C_{i},i={\overline {0,n-1,}}}

або в операторній формі 

{\displaystyle D[y]=f.}

Для отримання ряду еквівалентних залежностей, що містять інтегральний оператор, застосовують прийом, що базується на різноманітних розщепленнях вихідного диференціального оператора. Дійсно, розщіплюючи оператор {\displaystyle D} з використанням суми двох операторів {\displaystyle D=D_{1}+D_{2},} отримуємо диференціальне рівняння

{\displaystyle D[y]=\psi ,}

де {\displaystyle \psi (x)=f(x)-D_{2}(y).} Отже, отримаємо розв'язок {\displaystyle y=D_{1}^{-1}[\psi ].}

Розглянемо даний метод детальніше на прикладі рівняння, яке запишемо у вигляді:

{\displaystyle y^{(n)}(x)+\sum _{i=1}^{n}a_{i}y^{(n-1)}(x)=f(x)-\sum _{i=m+1}^{n}a_{i}y^{(n-1)}(x).}

Після заміни змінних {\displaystyle u(x)=y^{(n-m)}(x),{\dot {u}}(x)=y^{(n-m+1)}(x),...,u^{(m)}(x)=y^{(n)}(x)} отримаємо рівняння {\displaystyle m}-го порядку:

{\displaystyle u^{m}(x)+\sum _{i=1}^{m}a_{i}u^{(n-1)}(x)=\psi (x)},
 де {\displaystyle \psi (x)=f(x)-\sum _{i=m+1}^{n}a_{i}y^{(n-i)}(x).}
Коли ми перейдемо до еквівалентної системи диференціальних рівнянь і використаємо фундаментальний розв'язок стосовно канонічної системи диференціальних рівнянь, отримуємо рівняння з ядром експоненціального виду:

{\displaystyle u(x)=e^{At}u_{0}+\int _{0}^{x}e^{As}\Phi (a,u,s)\,ds,}

де {\displaystyle u(x)=[{\dot {u}}(x),{\ddot {u}}(x),\ldots ,u^{m}(x)],u_{0}(x)=[{\dot {u}}(0),{\ddot {u}}(0),\ldots ,u^{m}(0)],\Phi =(a,u,s)=[0,0,\ldots ,\psi (x)].}

Матриця {\displaystyle A} порядку {\displaystyle m} матиме вигляд:

{\displaystyle A=\left({\begin{array}{cccc}0&1&\ldots &0\\0&0&\ldots &0\\\ldots &\ldots &\ldots &\ldots \\-a_{m}&-a_{m-1}&\ldots &-a_{1}\end{array}}\right).}

Врахуємо залежність {\displaystyle y(x)=\int _{0}^{x}\ldots \int _{0}^{x}u(s)\,ds={\frac {1}{(n-m-1)!}}\int _{a}^{x}(x-s)^{n-m-1}u(s)\,ds}.
Тоді, легко бачити, що еквівалентне перетворення відбувається шляхом зміни значення {\displaystyle m\in {\overline {1,n.}}}

### Метод послідовного інтегрування
Нехай у методі перетворення з розщепленням зробимо заміну {\displaystyle m=n}. Тоді розщеплення оператора {\displaystyle D} зводиться до розв'язання вихідного рівняння відносно старшої похідної. При цьому, розв'язок рівняння полягає у послідовному {\displaystyle n}-кратному інтегруванні, в результаті якого отримаємо інтегральне рівняння виду:

{\displaystyle y(x)+\int _{0}^{x}K(x-s)y(s)\,ds=F(x),}

де

{\displaystyle K(x-s)=\sum _{i=1}^{n}q_{i}{\frac {(x-s)^{i-1}}{(i-1)!}},}

{\displaystyle F(x)=\int _{0}^{t}{\frac {(x-s)^{n-1}}{(n-1)!}}f(s)\,ds+\sum _{i=0}^{n-1}C_{i}{\frac {x^{i}}{i!}}+C_{0}\sum _{i=1}^{n-1}q_{i}{\frac {x^{i}}{i!}}+\ldots +C_{1}\sum _{i=1}^{n-2}q_{i}{\frac {x^{i+1}}{(i+1)!}}+\ldots +C_{n-2}{\frac {x^{n-1}}{(n-1)!}}}.

## Лінійні та нелінійні моделі динамічних систем
Лінійні динамічні системи зазвичай описують системами лінійних звичайних диференціальних рівнянь, рівнянь у частинних похідних і лінійними різницевими та інтегральними рівняннями. Для лінійних моделей точні розв'язки можна знайти в аналітичній формі. Більше того, в деяких випадках, нелінійні процеси апроксимують лінійними.

Нелінійні динамічні системи називаються хаотичними, якщо їхня поведінка є випадковою, попри те, що вона визначається детерміністичними законами.

### Опис хаотичних систем за допомогою відображень
Нехай {\displaystyle \delta x(0)}  — нескінченно мала відстань між двома точками у фазовому просторі, які належать різним фазовим траєкторіям у момент часу {\displaystyle t=0}; {\displaystyle \delta x(t)} — відстань між цими точками у момент часу {\displaystyle t}. Тоді, запишемо наступне:

{\displaystyle |\delta x(t)|\approx |\delta x(0)|\exp(\lambda t)},

де параметр {\displaystyle \lambda } називається показником Ляпунова. Якщо {\displaystyle \lambda >0}, тоді дві фазові траєкторії, що виходять з малого околу певної точки простору, з часом розходяться з експоненціальною швидкістю. Із співвідношення {\displaystyle |\delta x(t)|\approx |\delta x(0)|\exp(\lambda t)} отримаємо формулу для розрахунку показника Ляпунова: 

{\displaystyle \lambda =\lim _{{N\to \infty },{\delta x(0)\to 0}}{\frac {1}{t}}\ln {\Big |}{\frac {\delta x(t)}{\delta x(0)}}{\Big |}}.

Цей показник є функцією початкової координати у загальному випадку.

Розгляд хаотичних динамічних систем зручно почати з простих прикладів одновимірних дискретних відображень, які мають вигляд:

{\displaystyle x_{n+1}=f(x_{n})}.

Остаточний вигляд формули для розрахунку показника Ляпунова у випадку одновимірного відображення, поданого вище, є таким:
{\displaystyle \lambda =\lim _{N\to \infty }{\frac {1}{N}}\sum _{i=0}^{N-1}\ln |{\dot {f}}(x_{i})|}.

## Приклади

### Складання рівнянь руху
Розглянемо сукупність n матеріальних точок. Як відомо, положення точки у просторі визначається її радіус-вектором {\displaystyle {\overrightarrow {r}}=(x,y,z)}. Щоб визначити положення системи n матеріальних точок у просторі, треба знати n радіус-векторів або 3n координат. Кількість незалежних величин, що визначають положення системи у просторі, називається кількістю степенів вільності системи. У загальному випадку це можуть бути й недекартові координати (полярні, сферичні тощо).

Наведемо приклад механічної системи з одним степенем вільності. Одним із загальних принципів, що дозволяє побудувати рівняння руху, тобто створити математичну модель функціонування динамічної системи, є принцип найменшої дії (Гамільтона). Згідно із ним кожна механічна система характеризується деякою визначеною функцією {\displaystyle L(q,{\dot {q}},t)}, де q — узагальнені координати, {\displaystyle {\dot {q}}} — узагальнена швидкість, t — момент часу.

### Динаміка популяцій
Наведемо приклад популяції, яка є ізольованою. Популяцією є сукупність індивідів, що можуть давати потомство й піддаються впливу однакових внутрішніх і зовнішніх факторів. Припустимо, що ареал їх проживання обмежений. Основним припущенням, що використовується при побудові математичних моделей динаміки зміни чисельності популяцій, є балансове співвідношення між різними групами у структурі популяцій під впливом факторів різної природи. 

Одним з найпростіших прикладів таких моделей є робота Томаса Мальтуса «Досвід закону про народонаселення» (1797). Автор вплинув на формування концепції Чарльза Дарвіна про розуміння природного відбору як рушійної сили еволюції. У цій роботі модель мала вигляд звичайного скалярного лінійного диференціального рівняння зі сталим коефіцієнтом {\displaystyle {\dot {x}}(t)=kx(t),x(0)=x_{0}>0}, де {\displaystyle x(t)} — чисельність популяції в момент t, k  — інтенсивність народжуваності (смертності). Розв'язок рівняння має вигляд:{\displaystyle x(t)=x_{0}e^{kt},t\geq 0}.